# DeviceKit
DeviceKit es una capa de abstracción de hardware modular diseñada para el uso en sistemas Linux que está diseñado para simplificar la gestión de dispositivos y para reemplazar al monolítico HAL del Linux actual. DeviceKit incluye la habilidad de enumerar los dispositivos del sistema y de enviar notificaciones cuando el hardware es agregado o eliminado del sistema.
En mayo de 2008, el desarrollador del HAL, David Zeuthen, anunció su intención de depreciar HAL, principalmente debido a su complejidad y redundancia con otras bibliotecas del ambiente Linux. La única parte faltante en esas bibliotecas sería un servicio centralizado para enumerar los dispositivos existentes, señalizar la conexión/desconexión de dispositivos y combinar y clasificar la información del hardware disponible en un solo punto. DeviceKit es la nueva biblioteca que proporciona esos servicios, mientras se supone que el hardware será accedido a través de otras bibliotecas en vez de HAL o DeviceKit.
La primera distribución en incluir DeviceKit fue Fedora 11. Ubuntu 9.10 remplazó algunas de las viejas características de HAL por DeviceKit y funcionalidad desde el udev.

## Futuro de DeviceKit
De acuerdo a lista de correo de desarrolladores de DeviceKit, DeviceKit está consiguiendo ser combinado (merged) con udev-extra y los programas existentes de DeviceKit tales como DeviceKit-disks y DeviceKit-power serán cambiados para usar libudev.